# Département Indre-et-Loire
Das Département Indre-et-Loire [ɛ̃dʀeˈlwaːʀ] ist das französische Département mit der Ordnungsnummer 37. Es liegt in der Mitte des Landes in der Region Centre-Val de Loire und wurde nach den beiden Flüssen Indre und Loire benannt. Das Département umfasst die historische Region Touraine.

## Geographie
Das Département Indre-et-Loire grenzt im Norden an das Département Sarthe, im Nordosten an das Département Loir-et-Cher, im Südosten an das Département Indre, im Südwesten an das Département Vienne und im Westen an das Département Maine-et-Loire.
Die Loire durchfließt das Département in ost-westlicher Richtung. In der zentral liegenden Métropole von Tours mündet der Cher als linker Nebenfluss in die Loire. Als weitere linke Nebenflüsse erreichen die Indre weiter stromabwärts und die Vienne an der Grenze zum Département Maine-et-Loire die Loire. Die Creuse bildet den südlichen Teil der Grenze zum Département Vienne, ehe sie in den gleichnamigen Fluss mündet.

## Geschichte
Das Département wurde am 4. März 1790 aus dem Hauptteil der Provinz Touraine gebildet.
Im Zweiten Weltkrieg war das Département nach dem Waffenstillstand von Compiègne während der ersten Jahre der deutschen Besetzung Frankreichs von der für Menschen und Waren nur mit Genehmigung passierbaren Demarkationslinie zwischen der besetzten und der „freien“ Zone durchtrennt.
Seit 1960 gehört es der Region Centre an, die 2016 in Centre-Val de Loire umbenannt wurde.

## Städte
Die bevölkerungsreichsten Gemeinden des Départements Indre-et-Loire sind:
| Stadt                  | Einwohner (2022) | Arrondissement |
| ---------------------- | ---------------- | -------------- |
| Tours                  | 138.668          | Tours          |
| Joué-lès-Tours         | 38.432           | Tours          |
| Saint-Cyr-sur-Loire    | 16.766           | Tours          |
| Saint-Pierre-des-Corps | 15.698           | Tours          |
| Saint-Avertin          | 15.075           | Tours          |
| Amboise                | 13.132           | Loches         |
| Chambray-lès-Tours     | 11.877           | Tours          |
| Montlouis-sur-Loire    | 11.261           | Tours          |
| Fondettes              | 10.917           | Tours          |
| La Riche               | 10.349           | Tours          |

Fast alle größeren Städte des Départements gehören zur Agglomeration von Tours. Daneben gibt es in der eher ländlich geprägten Region noch die folgenden bedeutenderen Orte:
- Chinon, Verwaltungssitz des gleichnamigen Arrondissements
- Loches, Verwaltungssitz des gleichnamigen Arrondissements
- Château-Renault
- Langeais
- Bourgueil
- Descartes

## Verwaltungsgliederung
Das Département Indre-et-Loire ist in drei Arrondissements, 19 Kantone und 272 Gemeinden untergliedert:
| Arrondissement             | Kantone | Gemeinden | Einwohner 1. Januar 2022 | Fläche km² | Dichte Einw./km² | Code INSEE |
| -------------------------- | ------- | --------- | ------------------------ | ---------- | ---------------- | ---------- |
| Chinon                     | 4       | 106       | 104.144                  | 2.296,52   | 45               | 371        |
| Loches                     | 5       | 112       | 117.350                  | 2.742,54   | 43               | 373        |
| Tours                      | 14      | 54        | 394.832                  | 1.087,64   | 363              | 372        |
| Département Indre-et-Loire | 23      | 272       | 616.326                  | 6.126,70   | 101              | 37         |

Siehe auch:

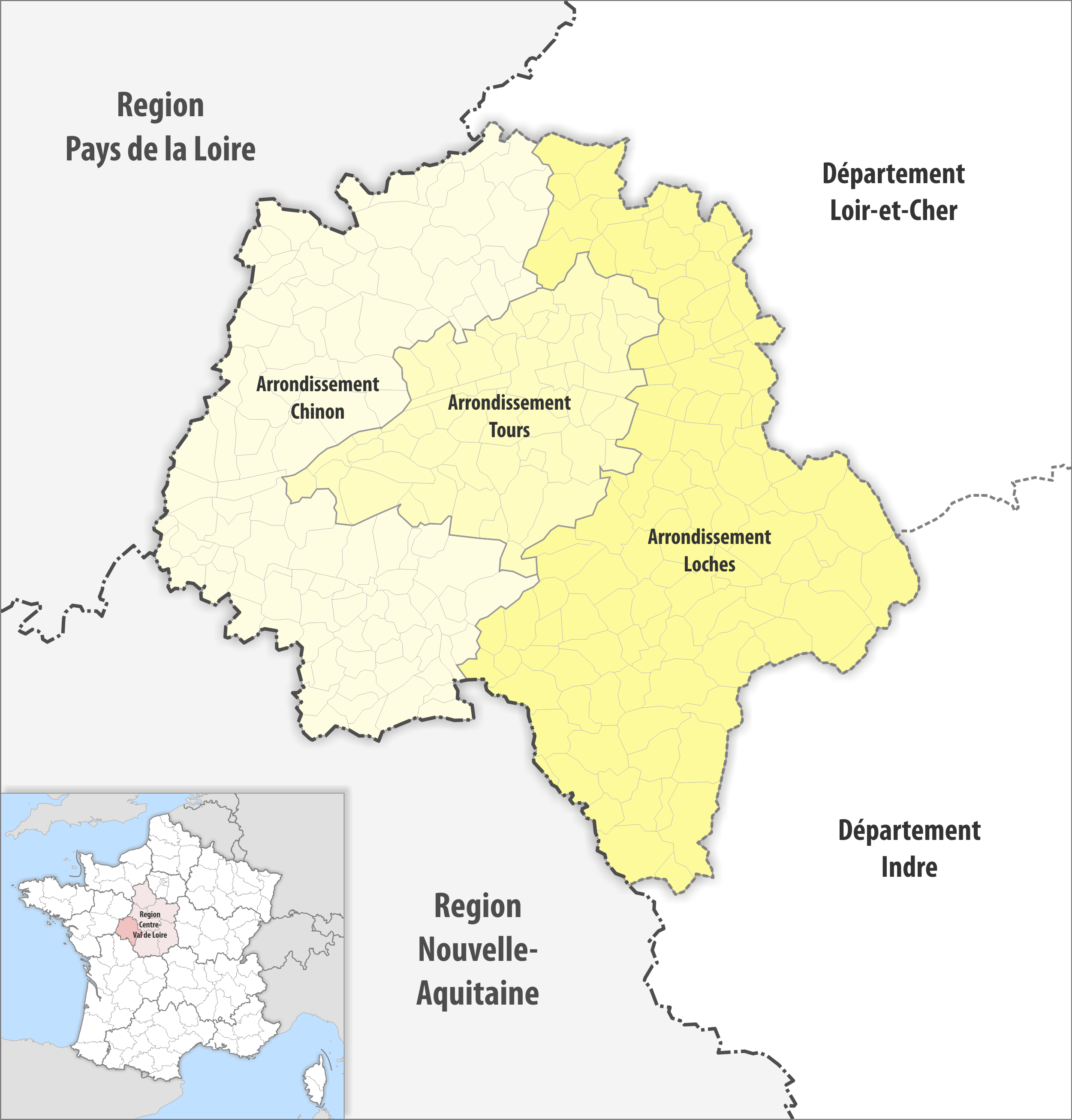
Gemeinden und Arrondissemente im Département Indre-et-Loire

- Liste der Gemeinden im Département Indre-et-Loire
- Liste der Kantone im Département Indre-et-Loire
- Liste der Gemeindeverbände im Département Indre-et-Loire